# ARMCO-Eisen
| Physikalische Größe       | Richtwerte   |
| ------------------------- | ------------ |
| Anfangspermeabilität:     | 300 – 500    |
| Permeabilität:            | 2000 – 20000 |
| Koerzitivfeldstärke:      | 15 – 160 A/m |
| Sättigungsmagnetisierung: | 2,15 T       |

| Physikalische Größe                                                   | Werte       |
| --------------------------------------------------------------------- | ----------- |
| Dichte bei 20 °C:                                                     | 7,86 kg/dm3 |
| Schmelzpunkt:                                                         | 1536 °C     |
| Linearer Wärmeausdehnungskoeffizient Temperaturbereich 0 °C – 100 °C: | 12·10−6 K−1 |
| Elastizitätsmodul:                                                    | 207 GPa     |

ARMCO-Eisen ist der Handelsname bzw. eine Handelsmarke von technisch reinen Eisen mit einer hohen Reinheit von über 99,85 %. Aufgrund seiner Reinheit und fehlender Legierungsbestandteile ist es ein Weicheisen. Es hat als Werkstoff mechanisch zähe Eigenschaften, eine geringe Koerzitivfeldstärke und weist eine hohe magnetische Sättigung und gute elektrische Leitfähigkeit auf.
ARMCO-Eisen wurde 1909 von der Firma ARMCO, der American Rolling Mill Company, heute AK Steel, entwickelt. Das Herstellungsverfahren basiert auf Siemens-Martin-Öfen, welche mit Roheisen, Eisenerz und unter Zugabe von Stahlschrott als Ausgangsmaterialien betrieben werden.
ARMCO-Reineisen findet Verwendung z. B. als Einschmelzmaterial, Schweiß- und Zünderdraht, als Abschirmung in Röntgengeräten und Magnetresonanztomographen sowie als Werkstoff für den magnetischen Kern von elektromechanischen Bauelementen als Polschuhe, Joche und Anker bei Transformatoren, Elektromotoren oder Drosseln.

## Historisches
In einer Werbeschrift von 1915 gab die American Rolling Mill Co. an, ihr ARMCO-Eisen sei rostbeständiger als die damals bekannten Eisenlegierungen. Ein Katalog mit Ausführungs- und Anwendungsbeispielen, ebenfalls von 1915, empfahl beispielsweise die Verwendung als Dachabdeckung oder Wandverkleidung sowie für Rohre.
1934 wurden erstmals Daten für die thermische Leitfähigkeit von ARMCO-Eisen über den weiten Temperaturbereich von 0 °C bis 800 °C veröffentlicht. Seitdem diente es über mindestens drei Jahrzehnte (z. T. bis heute) als Referenzmaterial für die thermische Leitfähigkeit. Die seit 1970 vergebenen Auszeichnungen der International Thermal Conductivity Conference bestanden daher aus ARMCO-Eisen.